# ダービク
ダービク（アラビア語: دابق アラビア語発音: [/ˈdaːbiq/]）はシリア北西部のアレッポ県北西部のアアザーズ郡東端のアフタリーン地区の村。
アレッポの北東約40kmに位置し、トルコとの国境が約10km北に迫る。
南西にマーレア村、北西にサウラーン村、南東にアフタリーン村が有る。
2004年の人口は3364人だった。
イスラム終末論では、ダービクを防衛するムスリムに対してキリスト教徒が侵略戦争を起こし、ムスリムの勝利によって終わりの時が始まるとされている。
ISILはダービクで西側のキリスト教国家と戦争が起きると信じており、電子機関紙のダービク (機関誌)はこの村から名前を取っている。

## 歴史
1576年、オスマン帝国がマムルーク朝を破るマルジュ・ダービクの戦いの戦場になった。
2014年8月、ISILがダービクを占領し、スライマーン・イブン・アブドゥルマリクの神殿を破壊した。
2016年10月16日、トルコが援助する自由シリア軍がISILからダービクを奪った（ユーフラテスの盾作戦）。

## イスラム終末論
ハディース(ムハンマドの言行録)の中のイスラム終末論によると、ダビークは「ムスリム・マラーヒム」の舞台である。
これはキリスト教の黙示やハルマゲドンに相当する。
ムハンマドの教友であるアブー・フライラはハディースに次のように記録した。
終末はローマ人がアアマーク谷かダービクに侵攻する時に始まる。
ローマ人を撃退する為に、マディーナから地上最強の戦士達が到着する。
学者によると「ローマ人」は「キリスト教徒」を表す。
キリスト教徒との戦争にムスリムは勝利し、アッラーフ・アクバルと唱えながら平和的にコンスタンティノープルを征服する。
最後にイーサーの再降臨によって、キリスト教の反キリストに当たるアル＝マシーフ・アッ＝ダッジャールが打倒される。

## 参考資料
- le Strange, Guy (1890). Palestine Under the Moslems: A Description of Syria and the Holy Land from A.D. 650 to 1500. Committee of the Palestine Exploration Fund